# Heliconia trichocarpa
Heliconia trichocarpa ist eine Pflanzenart aus der Familie der Helikoniengewächse (Heliconiaceae). Sie ist vom südlichen Mittelamerika bis ins nördliche Südamerika heimisch.

## Beschreibung
Heliconia trichocarpa ist eine immergrüne, mehrjährige, krautige Pflanze, vegetativ ähnlich einer Bananenpflanze und mit einer Wuchshöhe von 2 bis 4 Meter. Je Spross finden sich vier bis sechs Blätter, die sich zu einer fast horizontalen Lage hin neigen. Das je Spross längste Blatt ist dabei bis zu 175 Zentimeter lang und 30 Zentimeter breit.
Die bis zu 60 Zentimeter langen Blütenstände hängen herab, je Blütenstand finden sich spiralförmig angeordnet sechs bis zehn Tragblätter. Jeder Wickel besteht aus 10 bis 20 Blüten, die Blütenhülle ist gelb und kahl bis feinflaumig behaart. Die Früchte sind filzig behaart.

## Verbreitung
Heliconia trichocarpa ist von Costa Rica bis Kolumbien beheimatet.

## Systematik und Botanische Geschichte
Die Art wurde 1979 von Gilbert S. Daniels und dem Ornithologen F. Gary Stiles erstbeschrieben.